# Iván Palazzese
Iván Palazzese (* 2. Januar 1962 in Alba Adriatica, Italien; † 28. Mai 1989 in Hockenheim, Deutschland) war ein venezolanischer Motorradrennfahrer.

## Karriere
Seine erfolgreichste Zeit hatte Palazzese in der Motorrad-Weltmeisterschaft 1982, als er in der 125-cm³-Klasse den Großen Preis von Schweden und den Großen Preis von Finnland gewann und die Saison auf dem dritten Platz hinter Ángel Nieto und Eugenio Lazzarini beendete.
Palazzese starb bei einem Unfall während der Motorrad-Weltmeisterschaft 1989 beim Großen Preis von Deutschland auf dem Hockenheimring. Palazzese fuhr direkt hinter dem Österreicher Andreas Preining, als dessen Motor versagte und das Motorrad plötzlich abbremste, wodurch Palazzese mit Preining zusammenstieß. Er fiel auf die Strecke und wurde noch während er aufzustehen versuchte, von den Motorrädern der Fahrer Bruno Bonhuil und Fabio Barchitta getroffen, die ebenfalls stürzten. Der Fahrer Virginio Ferrari versuchte vergeblich, Palazzese wiederzubeleben. Er erlag seinen schweren Verletzungen noch auf der Rennstrecke.
In seiner Geburtsstadt Alba Adriatica wurde zu Ehren von Palazzese ein Denkmal errichtet.

## Statistik
Rekorde in der Motorrad-Weltmeisterschaft
- klassenübergreifend
  - jüngster Fahrer auf dem Podest mit 15 Jahren und 77 Tagen (GP von Venezuela 1977)